# 坂上犬養
坂上 犬養（さかのうえ の いぬかい）は、奈良時代の貴族・武人。姓は忌寸。右衛士大尉・坂上大国の子。官位は正四位上・大和守。

## 経歴
若い頃より、武芸の才能を賞賛されていた。聖武天皇の寵が厚く、天平8年（736年）外従五位下に叙されると、天平11年（739年）外従五位上次いで内位の従五位下、天平14年（742年）正五位下、天平15年（743年）正五位上、天平20年（748年）従四位下と、聖武朝において順調に昇進を果たす。
天平勝宝8歳（756年）聖武上皇が崩御して間もなく、右兵衛率・鴨虫麻呂と共に聖武上皇の山陵に仕えることを孝謙天皇に申し出て許された上、その誠実さを称えられて正四位上（虫麻呂は従四位下）に叙せられた。天平宝字元年（757年）に発生した橘奈良麻呂の乱では乱に関与した藤原乙縄を捕らえるために、中納言・藤原永手と共に右大臣・藤原豊成邸に派遣されている。
その後、藤原仲麻呂政権下で、造東大寺長官・播磨守・大和守を歴任し、この間の天平宝字4年（760年）に光明皇太后が崩御した際には山作司を務める。
天平宝字8年12月13日（765年1月）卒去。享年83。最終官位は大和守正四位上。

## 官歴
『続日本紀』による。
- 天平8年（736年） 正月28日：外従五位下
- 天平11年（739年） 正月13日：外従五位上。3月23日：従五位下
- 天平14年（742年） 2月1日：正五位下
- 天平15年（743年） 5月5日：正五位上
- 天平20年（748年） 正月7日：従四位下
- 時期不詳：左衛士督
- 天平勝宝8歳（756年） 5月22日：正四位上
- 天平勝宝9歳（757年） 日付不詳：兼造東大寺長官。日付不詳：播磨守
- 天平宝字2年（758年） 7月：見造東大寺長官左衛士督左右馬監[3]
- 天平宝字4年（760年） 6月7日：山作司（光明皇太后崩御）
- 天平宝字7年（763年） 正月9日：大和守
- 天平宝字8年（764年） 12月13日：卒去（大和守正四位上）

## 系譜
- 父：坂上大国[1]
- 母：不詳
- 生母不詳の子女
  - 男子：坂上苅田麻呂（728-786）[4]
  - 男子：坂上山野[5]
  - 男子：坂上越足[5]